# Apostolici Regiminis

Wappen Papst Leos X.

Apostolici regiminis ist eine päpstliche Bulle, die Leo X. am 19. Dezember 1513 im Rahmen der achten Sitzung des V. Laterankonzils veröffentlichte. Darin wird die Lehre von der Unsterblichkeit der menschlichen Seele zur verbindlichen katholischen Glaubenswahrheit erhoben.

## Inhalt
In der Bulle wird die Lehre vorgetragen, jeder Mensch habe eine vernunftbegabte Seele, welche unsterblich sei; die Auffassung, diese Seele sei „eine einzige in allen Menschen“, wird verworfen. Mit Bezug auf die Lehraussage von Papst Clemens V. auf dem Konzil von Vienne wird festgehalten, dass die menschliche Seele „wahrhaft durch sich und wesenhaft die Form des menschlichen Leibes“ (per se et essentialiter humani corporis forma) sei. Gegenteilige Auffassungen seien nicht einmal philosophisch haltbar, d. h. die Unsterblichkeit der Seele könne nicht erst durch die christliche Offenbarung, sondern durch die menschliche Vernunft sicher erkannt werden.

## Kontext
Apostolici regiminis reagiert auf eine intensive mittelalterliche Kontroverse hinsichtlich der Seelenlehre, denn averroistisch orientierte Aristoteliker bestritten eine Fortexistenz der individuellen Seele nach dem Tod, indem sie die alleinige Unsterblichkeit des Geistes im allgemeinen Sinn vertraten, wofür schon Siger von Brabant verurteilt wurde und die später wiederum der Humanist Pietro Pomponazzi in seinem Hauptwerk De immortalitate animae vertrat.

## Bibliographie
- Papst Leo X.: Bulle Apostolici regiminis (1513), in: Denzinger-Hünermann 1440–1441.